# Вжосувка (Свентокшиське воєводство)
Вжосувка (пол. Wrzosówka) — село в Польщі, у гміні Малогощ Єнджейовського повіту Свентокшиського воєводства.
Населення — 251 особа (2011).
У 1975-1998 роках село належало до Келецького воєводства.

## Демографія
Демографічна структура на день 31 березня 2011 року:
|          | Загалом | Допрацездатний вік | Працездатний вік | Постпрацездатний вік |
| -------- | ------- | ------------------ | ---------------- | -------------------- |
| Чоловіки | 118     | 26                 | 80               | 12                   |
| Жінки    | 133     | 35                 | 74               | 24                   |
| Разом    | 251     | 61                 | 154              | 36                   |